# Jan Erixon
Pour les articles homonymes, voir Erixon.
Jan Erik Erixon (né le 8 juillet 1962 à Skellefteå en Suède) est un joueur professionnel suédois de hockey sur glace devenu entraîneur qui évoluait au poste d'attaquant. Il est le père de Tim Erixon.

## Biographie

### Carrière en club
Formé au Skellefteå AIK, il commence sa carrière en senior dans l'Elitserien en 1980. Il est choisi au deuxième tour en trentième position par les Rangers de New York lors du repêchage d'entrée dans la LNH 1981. Il part en Amérique du Nord en 1983. Il joue dix saisons dans la Ligue nationale de hockey avec les Rangers. Il met un terme à sa carrière de joueur en 1994.

### Carrière internationale
Il représente la Suède au niveau international. Il prend part aux sélections jeunes.

## Statistiques

### En club
| Saison     | Équipe              | Ligue      |     | Saison régulière | Saison régulière | Saison régulière | Saison régulière | Saison régulière |   | Séries éliminatoires | Séries éliminatoires | Séries éliminatoires | Séries éliminatoires | Séries éliminatoires |
| Saison     | Équipe              | Ligue      | PJ  | B                | A                | Pts              | Pun              | PJ               | B | A                    | Pts                  | Pun                  |                      |                      |
| 1979-1980  | Skellefteå AIK      | Elitserien | 15  | 1                | 0                | 1                | 2                |                  |   |                      |                      |                      |                      |                      |
| 1980-1981  | Skellefteå AIK      | Elitserien | 32  | 6                | 6                | 12               | 4                | 3                | 1 | 0                    | 1                    | 0                    |                      |                      |
| 1981-1982  | Skellefteå AIK      | Elitserien | 30  | 7                | 7                | 14               | 26               |                  |   |                      |                      |                      |                      |                      |
| 1982-1983  | Skellefteå AIK      | Elitserien | 36  | 10               | 19               | 29               | 32               |                  |   |                      |                      |                      |                      |                      |
| 1983-1984  | Rangers de New York | LNH        | 75  | 5                | 25               | 30               | 16               | 5                | 2 | 0                    | 2                    | 4                    |                      |                      |
| 1984-1985  | Rangers de New York | LNH        | 66  | 7                | 22               | 29               | 33               | 2                | 0 | 0                    | 0                    | 2                    |                      |                      |
| 1985-1986  | Rangers de New York | LNH        | 31  | 2                | 17               | 19               | 4                | 12               | 0 | 1                    | 1                    | 4                    |                      |                      |
| 1986-1987  | Rangers de New York | LNH        | 68  | 8                | 18               | 26               | 24               | 6                | 1 | 0                    | 1                    | 0                    |                      |                      |
| 1987-1988  | Rangers de New York | LNH        | 70  | 7                | 19               | 26               | 33               |                  |   |                      |                      |                      |                      |                      |
| 1988-1989  | Rangers de New York | LNH        | 44  | 4                | 11               | 15               | 27               | 4                | 0 | 1                    | 1                    | 2                    |                      |                      |
| 1989-1990  | Rangers de New York | LNH        | 58  | 4                | 9                | 13               | 8                | 10               | 1 | 0                    | 1                    | 2                    |                      |                      |
| 1990-1991  | Rangers de New York | LNH        | 53  | 7                | 18               | 25               | 8                | 6                | 1 | 2                    | 3                    | 0                    |                      |                      |
| 1991-1992  | Rangers de New York | LNH        | 46  | 8                | 9                | 17               | 4                | 13               | 2 | 3                    | 5                    | 2                    |                      |                      |
| 1992-1993  | Rangers de New York | LNH        | 45  | 5                | 11               | 16               | 10               |                  |   |                      |                      |                      |                      |                      |
| 1993-1994  | Skellefteå AIK      | Division 1 | 13  | 2                | 10               | 12               | 10               | 7                | 2 | 3                    | 5                    | 20                   |                      |                      |
| Totaux LNH | Totaux LNH          | Totaux LNH | 556 | 57               | 159              | 216              | 167              | 58               | 7 | 7                    | 14                   | 16                   |                      |                      |

### En équipe nationale
| Année | Compétition                 |    | PJ | B | A | Pts | Pun | +/-             |  | Résultat |
| 1981  | Championnat du monde junior | 5  | 1  | 6 | 7 | 2   |     | Médaille d'or   |  |          |
| 1981  | Coupe Canada                | 2  | 0  | 0 | 0 | 0   |     | Cinquième place |  |          |
| 1982  | Championnat du monde        | 10 | 1  | 4 | 5 | 4   |     | Quatrième place |  |          |
| 1983  | Championnat du monde        | 7  | 4  | 0 | 4 | 8   |     | Quatrième place |  |          |